# شينيا كاواشيما
شينيا كاواشيما (باليابانية: 川島 眞也) (20 يوليو 1978 في شيزوكا في اليابان – )؛ هو لاعب كرة قدم ياباني سابق كان يلعب كمدافع.

## وصلات خارجية
- شينيا كاواشيما على موقع رابطة كرة القدم اليابانية للمحترفين (اليابانية)
- شينيا كاواشيما على موقع قاعدة بيانات كرة القدم.إي يو (الإنجليزية)
- شينيا كاواشيما على موقع Soccerway.com (الإنجليزية)
- شينيا كاواشيما على موقع عالم كرة القدم.نت (الإنجليزية)